# La Marionettistica

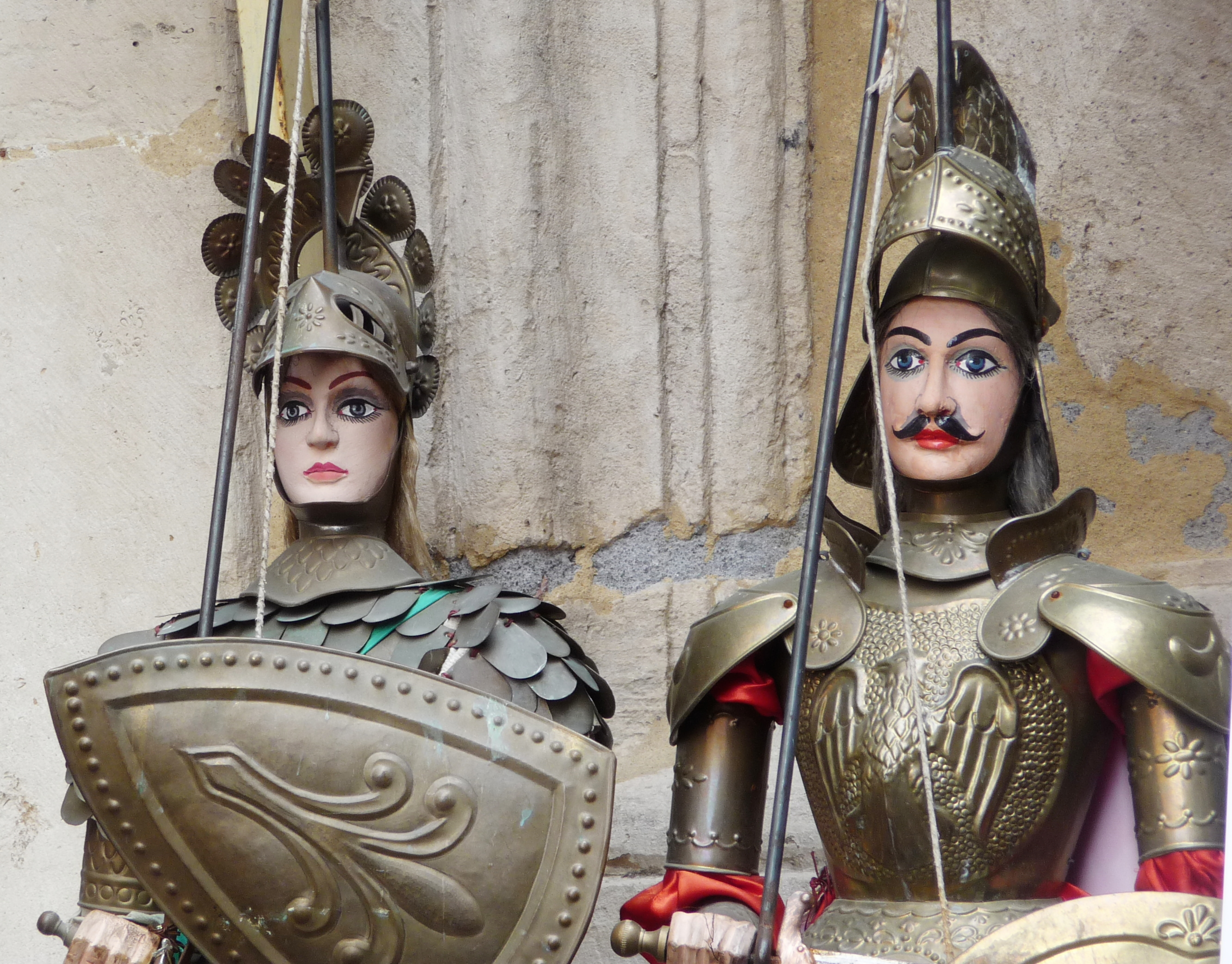
Marionnettes traditionnelles siciliennes de Catane.

La Marionettistica (intitulé complet : La Marionettistica fratelli di Napoli) est un théâtre de marionnettes situé à Catane, en Sicile (Italie).

## Historique
La compagnie La Marionettistica a été fondée en 1921 par Gaetano Napoli, qui a transmis les techniques et l'art de la marionnette à ses enfants Pippo, Rosario et Natale. Les enfants de ce dernier, Fiorenzo, Giuseppe, Salvatore et Gaetano, ont continué le métier. Leurs enfants forment la quatrième génération de marionnettistes.
La Marionettistica a obtenu en 1931 une médaille d'or pendant la régionale des théâtres de marionnettes de Catane. En 1978, La Marionettistica a reçu le Prix Erasmus, de concert avec trois autres marionnettistes internationaux, Margareta Niculescu (Ţăndărică (nl)), Yves Joly (Tragédie de Papier) et Peter Schumann (Bread and Puppet Theatre).
La première représentation internationale a eu lieu en 1958 au cours de l'Expo 58 à Bruxelles et a induit une percée internationale qui a mené la compagnie aux États-Unis, en Allemagne, France, Espagne et Yougoslavie. En 1978, les frères ont joué, à l'instar des trois autres lauréats du Prix Erasmus, pendant le Holland Festival.